# Club Bàsquet Prat
El Club Bàsquet Prat es un club de baloncesto de la ciudad de El Prat de Llobregat (Barcelona, España). Está integrado en la Federación Catalana de Baloncesto y Federación Española de Baloncesto. 
Desarrolla su actividad en las instalaciones municipales del Complejo Polideportivo Estruch donde se ubica el Pabellón Joan Busquets y un pabellón auxiliar. Anteriormente su actividad se desarrollaba en la pista de baloncesto Xavier Marcilla.
Actualmente, temporada 2024 - 2025, dirige una Escola de Basquet con 80 alumnos. Mueve además 30 equipos de promoción y competición de la Federación Catalana de Baloncesto con 360 jugadores. Cuenta con dos equipos séniors (masculino y femenino) en Copa Catalunya y Super Copa femenina respectivamente, y el Sénior A masculino que compite a nivel nacional en Segunda FEB.  Desde la temporada 2004-2005 el C.B. Prat está vinculado con el Club Joventut de Badalona de la Liga ACB, y esta vinculación solo se interrumpió la temporada 2017-2018 donde se rozó el ascenso a la máxima categoría del baloncesto nacional.

## Historia
El club se fundó en el año 1932 cuando se constituyó el Grupo 49 de la Federación de Jovenes Cristianos de Catalunya, parte de cuyos componentes fueron: Macià Sans (considerado el primer jugador de baloncesto del Prat de Llobregat), Josep Portillo, Joan Cartoixà, Lluis Subirats, Lluís Berenguer, Miquel Portillo, Josep Estalella, Pere Xaus, Samuel Portillo y Narcís Baiges; considerados los pioneros del baloncesto pratense. El Básquet Prat continuó practicando en el entorno de la parroquia de Sant Pere i Sant Pau, como JAPF Prat hasta el verano del 1951 que pasa a llamarse Club Baloncesto Prat con la intención de abrirse a toda la población, siendo aprobado su primer estatuto.

### Década de 1950
El C.B. Prat se constituye el 1951 con Jaume Sallés como presidente y Joan Busquets Sanfeliu como entrenador compitiendo en 2ª Categoría A del Campeonato de Cataluña. La primera plantilla de jugadores, bajo la denominación CB Prat, estuvo formada por: J. Espuny, Farrer, González, J. Inés, Marcé, Orradre, Vicente I y Vicente II.
La Temporada 1952-53, jugó en la 2ª Categoría Preferente, quedando clasificado en segundo lugar de la liga y, tras una liguilla, lograba ascender a Primera Categoría Catalana. Formaban parte del equipo, entrenado por Joan Busquets, los jugadores P. Alamuz, V. Aragó, J.Boquera, M. Costafreda, J. Espuny, González, J. Inés, J. Jordà, Xavier Marcilla y S. Tarridas y Vicente II.
En esta temporada, se jugó el primer partido internacional del CB Prat frente al Everglades de la VI Flota la Marina de los Estados Unidos de América (11 de enero de 1953), arrojando una resultado favorable al club de 49 - 48.
La temporada 1954-1955 finaliza la liga alcanzando la 4ª posición de la Primera Categoría Catalana. Forman el primer equipo: Aragó, Boronat, Boquera, Costafreda, Espuny, González, Inés, Vicente I y Vicente II. Entrenador: Joan Busquets.
La temporada 1956-1957 resulta, deportivamente, complicada aunque logran evitar la bajada de categoría. Bajo la dirección de Joan Busquets, el equipo estuvo formado por: Aragó, Boquera, Boronat, Carrillo, Costafreda, Espuny, Estrach, Pere Ferret, Font, González, Montserrat, Parés, Salillas, Sánchez, y Valle.
En marzo de 1957, el Club crea la Secció de Patinatge per fer un equip de hockey sobre patines o patinaje artístico, derivando en esta última opción. 
La temporada 1957-1958 primer equipo del club logró quedar el tercero de su grupo en Primera Categoría Catalana. El nuevo entrenador pratense, Santiago Navarro, preparó al conjunto formado por Aragó, Boronat, Badía, Carrillo, Cruz, Dalmau, Estrach, Pere Ferret, Montserrat, Parés, Salillas, T. Sánchez, y Valle.
La temporada 1958-1959 Vicente González es quien entrenó, durante esta temporada, a los jugadores: Badia, Espuny, Pere Ferret, Marcilla, Montserrat, Parés, Romero, Tarridas, Salillas y Valle. Tras una mejorable temporada, quedaron en decimotercera posición. Tras la dimisión del Presidente y la Asamblea Extraordinaria de Socios en julio de 1959, fue nombrado en el cargo, el exjugador del club, Juan Inés Soto.
Para la temporada 1959-1960  vuelve Joan Busquets a tomar la dirección del equipo insignia del Club. Sus jugadores son: Aragó, Badia, Boronat, Carrillo, Corral, Espuny, Font, Pere Ferret, Montserrat, Parés, Pugès, Reixach, Romero, Salillas, Vaca y Valle.
Destaca también la excelente actuación del equipo juvenil que consiguió, durante la liga, victorias de abultas diferencias.

### Década de 1960
La temporada 1961-1962   Después del intento de la temporada anterior, el CB Prat logra dar el salto a la Segunda División Española. Los componentes del equipo que, preparados por Santiago Navarro y Xavier Marcilla, alcanzaron este éxito fueron: Cánovas, Ferret, Montserrat, Nadal, Parera, Pugès, Reixach, Romero, Sabaté, Secanell, Tarrida y Valle. Los finalistas del Campionat Regional de Catalunya, el CB Prat y Santfeliuenc, se enfrentaron en el Palacio de Deportes de Barcelona en un partido previo al internacional España - Argentina. Los pratenses no ganaron el partido, circunstancia que no influyó para su ascenso. Participó en el Torneo Cuadrangular "Porto Cristo" en Mallorca, consiguiendo el título de Campeón.
La temporada 1962-1963  se inicia la campaña deportiva, en la 2ª División Nacional, con Josep Espuny como entrenador. Los jugadores del equipo son: Ferret, Font, García, Montserrat, Montané, Nadal, Pugès, Sabaté, Secanell, Solanas, Tarrida y Valle. 
El CB Prat logra retener la categoría, aunque jugando la promoción. Pero el entrenador, tras presentar la dimisión, fue sustituido por Antonio Romero. 
La dimisión - en abril del 63 - del Presidente, Joan Inés, se resolvió con una Comisión Gestora presidida por el concejal de Deportes, Leandre Ribas. En julio del mismo año, la Asamblea General de Socios cierra la interinidad, nombrando a Joan Sallés Presidente del Club. Le acompañan en la Junta: Joan Fonollosa, Miquel Anguera, Manuel Salvide, Manuel Cruz, Valentí Molas, Xavier Marcilla, Pere Salom, Antonio Orradre, Joaquim Medir, Ricardo Idoate, Manuel Vicente y Miquel Corral.

### En busca de la élite
En la temporada 1997-98 el primer equipo masculino logra el ascenso a segunda división estatal y el club inicia su escalada deportiva. La temporada siguiente sube a la Liga EBA, donde logra grandes éxitos. 
La temporada 2005-06, se firma un acuerdo de vinculación con el Joventut de Badalona, se proclamó campeón absoluto de la Liga EBA y subió a la liga LEB Plata, donde disputará 8 temporadas hasta conseguir el ascenso a la segunda división española, la Liga LEB Oro en la 2012-13.
El club se consolida en LEB Oro firmando grandes campañas dado el presupuesto y masa social del club.

### Temporada 2017 - 2018 (La mejor de la historia del Club)
Después de la desvinculación con el Club Joventut de Badalona, el asturiano Arturo Álvarez toma la dirección del equipo y firma la mejor temporada de la historia del club quedando segundo en la liga regular de la Leb Oro y llegando hasta las semifinales de ascenso a la ACB cosechando un gran número de aficionados y llenando el pabellón toda la temporada. Esa plantilla para la historia estaba formada por: Emanuel Cate, Marc Blanch, Caleb Agada, Pep Ortega, Josep Pérez, Marlon Johnson, Martynas Andriuskevicius, Marc Sese, Gerbert Martí, Joaquín Portugués y Alex Campbell.

### Navegando entre LEB Oro y LEB Plata
La temporada 2018-19 se encaraba con ilusión después del histórico año anterior, pero el equipo acaba descendiendo a LEB Plata después de un año lleno de altibajos. Solo tardarán 2 temporadas en volver a LEB Oro.
La 2021-22, la de la vuelta a la segunda categoría estatal, se vuelve a descender a LEB Plata condenados por un mal inicio de temporada y algunas lesiones de jugadores importantes.
La 2022-23 se alcanza el ascenso a LEB Oro pero acaba renunciando por motivos económicos y se queda en LEB Plata un año más. 
La 2023-24 el primer equipo masculino disputa la liga Segunda FEB (como se llama la LEB Plata desde el verano de 2024) y se clasifica 3º en la liga regular pero cae en cuartos de final de la eliminatoria de ascenso a Primera FEB.
La temporada 2024-25 acabe sexto en liga regular y vuelve a caer en cuartos de final del playoff de ascenso a Primera FEB.

## Organigrama deportivo

### Plantilla 2024-2025
.
.

### Parcela técnica
- Años 50: Joan Busquets (1951-1957, 1959-1960), Santiago Navarro (1957-1958), Vicente González (1958-1959).
- Años 60: Santiago Navarro (1961-1962), Josep Espuny (1962-1963), Josep Corral (1966-1967), Francisco Rojas (1968-1970).
- Años 70: Jordi Castellà (1971-1973), Joan Úbeda (1974-1976, 1978-1979), Xavier Marcilla (1977-1978).
- Años 80: Rafael Sala (1980-1982), Vicenç Carreter (1982-1986), Santiago Navarro (1986-1989), Josep G. Guevara (1989-1990).
- Años 90: Josep G. Guevara (1990-1992), Joan Cavallé (1992-1994), Ramón Grau (1995-1998), Jordi Balaguer (1998-1999), Domènech Capdevila (1999-2000).
- Años 2000: Domènech Capdevila (2000-2001), Jordi Balaguer (2001-2002), Quique Spa (2002-2004), Sito Alonso (2004-2005), Carles Durán (2004-2007), Josep Maria Raventós (2007-2009), Josep María Izquierdo (2009-2010).
- Años 2010: Carles Durán (2010-2014), Agustí Julbe (2014-2015), Roberto Sánchez (2015-2017), Arturo Álvarez (2017-2018), Daniel Miret (2018-2020).
- Años 2020: Daniel Miret (2020-2021), Josep Maria Berrocal (2021-2022), Albert Cañellas (2022-2024), Josep Maria Raventós (2024-Act.).

## Presidencia
La presidencia del Club Bàsquet Prat recae en la actualidad a Arseni Conde Riera, presidente desde el 9 de mayo de 1986. El 27 de noviembre de 2024 renovó en el cargo.
Desde la fundación del club en el año 1951 el Club Bàsquet Prat ha tenido 8 presidentes, siendo Jaime Sallés Pugés el primero con 11 años en el cargo durante dos etapas.

### Cronología de presidentes
| N.º | Presidente          | Inicio del mandato | Final del mandato |
| --- | ------------------- | ------------------ | ----------------- |
| 1   | Jaime Sallés        | 1951               | 1959              |
| 2   | Juan Inés           | 1959               | 1963              |
| -   | Jaime Sallés        | 1963               | 1966              |
| 3   | Juan Blanco         | 1966               | 1967              |
| 4   | Alberto Navarro     | 1967               | 1968              |
| 5   | Juan Ribas          | 1968               | 1970              |
| 6   | Andrés Sánchez      | 1970               | 1974              |
| -   | Juan Ribas          | 1974               | 1977              |
| 7   | Josep Maria Tarrida | 1977               | 1986              |
| 8   | Arseni Conde        | 1986               | Actualidad        |